# My Favorite Mistake
Singles de Sheryl Crow
Tomorrow Never Dies (1997) There Goes the Neighborhood (1999)
Clip vidéo
(en) [vidéo] « My Favorite Mistake (officiel)(réalisation : Samuel Bayer) », sur YouTube
Pistes de The Globe Sessions
-
(0) There Goes the Neighborhood
(2)
My Favorite Mistake (ou bien My Favourite Mistake pour les éditions hors-États-Unis) est le premier single et première piste du troisième album studio de Sheryl Crow, The Globe Sessions (1998), sorti le 31 août 1998, via A&M Records.
Sheryl Crow écrit cette chanson sur une relation avec un homme qui s'avère infidèle et que la rumeur identifie à Eric Clapton. Sorti en 1998, le single caracole à la 20e place du Billboard Hot 100 américain, devenant le cinquième single de la chanteuse à entrer dans le top 20 aux États-Unis, tout en atteignant la deuxième place au Canada, ce qui en fait le septième succès dans le top cinq canadien. Au Royaume-Uni, le titre se range en neuvième position des classements, ce qui sera son dernier single en date dans le top 10 en Grande-Bretagne.

## Traduction du titre
Le titre « My Favorite Mistake » prononcé : /maɪˈfeɪv.ɹɪt mɪsˈteɪk/ en anglo-américain pourrait se traduire en français par « mon erreur favorite » pour une version sourcière[Quoi ?] ou encore « l'erreur que je préfère » dans une approche plus cibliste[Quoi ?].

## Écriture et enregistrement
La chanson a été écrite par Sheryl Crow et son collaborateur régulier Jeff Trott. La chanson parle d'un ex-petit ami coureur de jupons, qui serait Eric Clapton. La chanteuse s'est gardée de dire de qui parlait la chanson, déclarant à Billboard Magazine lors de la sortie de son album, « Oh, il y aura tellement de spéculations, et à cause de cela, il y a une grande sécurité et protection dans le fait que les gens vont s'imaginer tant de personnes différentes et je suis la seule qui le saura jamais vraiment. J'aime rester très discrète sur mes relations, et je n'en parle pas dans la presse. Je n'en parle même quasiment pas avec les gens qui m'entourent. » Sheryl Crow compare My Favorite Mistake à You're So Vain de Carly Simon. Cependant, plus tard, elle affirmera qu'elle ne considérait pas sa relation avec Clapton comme une erreur, invalidant ainsi la rumeur.[réf. nécessaire] Comme corroboration supplémentaire, Crow présente Clapton comme « un de ses très bons amis » dans son concert de 1999 à Central Park, qui sortira plus tard sous forme d'album live.
Les titres présents dans The Globe Sessions, dont My Favorite Mistake, sont écrits à la première personne, contrairement aux chansons narratives de ses deux premiers albums. Sheryl Crow a tellement l'impression de trop se livrer dans les paroles de l'album qu'elle envisage d'annuler la sortie du disque en juin 1998 et d'annuler sa venue au Lilith Fair ce même été. Cependant, la sortie de l'album est finalement retardée de six semaines alors qu'elle est encore en phase d'enregistrement de nouvelles chansons, ce qui cause du retard dans le lancement de son premier single.
La chanson est enregistrée au Globe Recording Studio à New York appartenant à Robert Fitz Simons et Tracey Loggia. Outre les aléas de l'enregistrement de l'album, Sheryl Crow déclare à la BBC en 2005 que : « Le single que je préfère, c'est Favorite Mistake. C'était un régal à jouer en studio et ça l'est tout autant sur scène. »

## Sorties et promotion
My Favorite Mistake sort aux États-Unis sur des stations rock, pop et alternatives aux États-Unis le 18 août. Le choix de ce titre comme premier single de lancement semble une évidence tant il est plébiscité comme l'une des meilleures chansons de l'album. A&M Records met l'accent sur la promotion du single et de l'album The Globe Sessions. Samuel Bayer en réalise le vidéoclip qui sera largement diffusé sur MTV et VH1. En septembre 1998, Sheryl Crow est désignée artiste du mois sur VH1 avec un épisode de son émission musicale Storytellers qui lui est consacré.
Le single fait ses débuts en 23e position du Billboard Hot 100 le 5 décembre 1998 et culmine jusqu'à la 20e, en plus d'atteindre la deuxième place du palmarès Billboard Adult Top 40 et du palmarès RPM Top Singles au Canada.
À la sortie du single ni de l'album, Sheryl Crow n'a pas enchaîné immédiatement avec une tournée. La tournée américaine était prévue pour février/mars 1999. En fait, Sheryl Crow met en pause sa tournée promotionnelle du single au profit d'une tournée au Viêt-Nam en septembre 1998 avec Steve Earle afin de parrainer la campagne internationale pour l'interdiction les mines antipersonnel.
Favorite Mistake vaut à Sheryl Crow une nomination pour le Grammy Award de la meilleure chanteuse pop 1999. Lors de la cérémonie. elle ne reçoit pas la récompense, en faveur de Céline Dion et son interprétation de My Heart Will Go On. Néanmoins, Sheryl Crow remporte le Grammy Award du meilleur album rock pou The Globe Sessions.
Le single sort en deux parties (vendues séparément) au Royaume-Uni. La première partie contient deux faces B inédites. La seconde partie propose les titres Subway Ride et Crash & Burn. Bien que présentées comme « 2 inédits » par un autocollant, les deux chansons sont en fait des titres présents dans l'album The Globe Sessions. Subway Ride est une piste cachée de l'album. Il est à noter que le sticker le présente sous le titre tronqué Subway.
Sheryl Crow interprète My Favorite Mistake sur son album live Sheryl Crow and Friends: Live from Central Park. Une version live différente apparaît sur certains formats du single There Goes the Neighborhood.
Au début de l'année 1999, la chanson apparaît dans un épisode de la saison 5 de la série médicale de la chaîne NBC : Urgences. En 2007, au cours de la troisième saison de Grey's Anatomy, l'épisode 19 (intitulé Plan B en VF) porte le titre My Favorite Mistake en référence à la chanson.

## Le regard des critiques
Larry Flick de Billboard écrit : « Premier single de son troisième album imminent, The Globe Sessions, ce titre ne constitue pas un changement radical en soi, mais il fait la démonstration certaine d'une maturité fort louable et du désir criant d'être prise au sérieux. My Favorite Mistake ne fait pas dans la fanfreluche superflue ni la breloque décorative. C'est une chanson rock écrite en toute simplicité, avec des paroles intelligentes et sincères. Le ton général de cet opus semble beaucoup plus personnel que d'ordinaire, et c'est peut-être ce qui a inspiré cette voix aussi retenue, presque introvertie, ainsi qu'un arrangement attrayant mais discret. Et même si normalement pour un disque cela signifierait sa mort commerciale, nul doute que cette démarche en sincérité lui servira. En toute franchise, Crow soulève trop d'intrigue ici pour oser bazarder ce single après une seule écoute. Elle vous amène à revenir en arrière et à écouter jusqu'à plus soif—et la récompense est de trouver un intérêt renouvelé dans ce morceau. »,.

## Clip musical
Le clip de la chanson met en scène Sheryl Crow dans une pièce éclairée par des projecteurs, jouant de la basse et faisant toutes sortes de mouvements, portant deux tenues identiques composées d'un haut sans manches et d'un pantalon en cuir, et chacune d'une couleur différente, noir et rouge. On doit la réalisation de ce clip à Samuel Bayer.

## Disponibilités du titre
| 45t (7 pouces) US A. My Favorite Mistake (version LP) – 4:06 B. There Goes the Neighborhood (version LP) – 5:02 Single CD Royaume-Uni, Europe et Australie 1. My Favorite Mistake – 4:06 2. Subway Ride – 4:05 3. Crash and Burn – 6:37 | 45t (7 pouces) vinyl jukebox Royaume-Uni A. My Favorite Mistake – 4:05 B. Carolina – 3:55 Single cassette Royaume-Uni 1. My Favorite Mistake – 4:06 2. In Need – 5:35 3. Carolina – 3:55 |

## Crédits et équipe
Les crédits sont tirés du livret de l'album The Globe Sessions.
Studios
- Enregistré aux Globe Studios (New York) et Sunset Sound Factory (Los Angeles)
- Mixé à Sunset Sound Factory (Los Angeles) et Soundtracks (New York)
- Masterisé à Gateway Mastering (Portland (Maine))

Équipe
| - Sheryl Crow – écriture, chant, basse, Hammond B-3, Wurlitzer, percussions, production - Jeff Trott – écriture, trémolo à la guitare - Wendy Melvoin – guitares - Gregg Williams – batterie | - Trina Shoemaker – enregistrement - Huksy Hoskolds – enregistrements complémentaires - Tchad Blake – mixage - Bob Ludwig – mastering |